# George White (1854–1916)
Sir George White, 1st Baronet, född 1854, död 1916, var en brittisk (engelsk) affärsman och börsmäklare med säte i Bristol. Han spelade en avgörande roll i bildande av Bristol tramways och var pionjär inom elektriska spårvägar och den brittiska flygindustrin. 1910 grundade han Bristol Aeroplane Company.

## Biografi
White började på advokatfirman Stanley & Wasbrough 1869. 1875 grundade han den egna mäklarfirman George White & Co. Han kom att arbeta tillsammans med några av Bristols rikaste och mest inflytelserika män i styrelsen för Bristol Tramways Company: tjärdestillatörsägaren William Butler, grossisthandlaren Henry Gale Gardner och kolmagnaten Joseph Wethered. 1887 slogs Bristol tramways company samman till Bristol Tramways and Carriage Company med White som VD. 
Under 1890-talet var White en förordare för elektrisk spårväg tillsammans med James Clifton Robinson som infördes i staden 1898. Whites engagemang inom offentlig transport var brett där han fick kontroll över Imperial Tramways Company som bedrev trafik i Dublin, Reading och Middlesbrough. 1894 bildade han London United Tramways i London. White blev vd för Bristol Tramways 1894 och ordförande 1900. Under hans ledning började bolaget med bussar 1906 och med busstillverkning 1908 (senare Bristol Omnibus Company).
George White bildade British and Colonial Aeroplane Company grundades i februari 1910. Han hade då börjat intressera sig för flyget och sett Wilbur Wright flyga i Frankrike. George White bildade bolaget tillsammans med sin bror Samuel och sonen Stanley med målet att kommersiella den framväxande flygindustrin. Bolaget hade nära anknytning till Bristol Tramway and Carriage Company och verksamheten startade i dess tidigare lokaler i Filton.
White utsågs till baronet (The White Baronetcy, of Cotham House) 1904 för sina filantropiska gärningar. White räddade bland annat Bristols skuldtyngda sjukhus och bildade en fond för sjukhusets modernisering. Han var också bidragsgivare till Röda korset och andra välgörenhetsorganisationer.